# Paul Păun
Pour les articles homonymes, voir Păun.
 (juin 2021).
Si vous disposez d'ouvrages ou d'articles de référence ou si vous connaissez des sites web de qualité traitant du thème abordé ici, merci de compléter l'article en donnant les références utiles à sa vérifiabilité et en les liant à la section « Notes et références ».
Paul Păun, connu aussi comme Paul Paon ou Paul Paon Zaharia, est un dessinateur et un poète de langues roumaine et française, né le 5 septembre 1915 à Bucarest de nationalité roumaine et décédé à Haïfa le 8 avril 1994 de nationalité israélienne. Membre des avant-gardes bucarestoises — le groupe « Alge » dans les années 1930 et le groupe surréaliste « Infra-noir » dans les années 1940 —, il a continué son activité littéraire et plastique après son émigration en 1961, tout en exerçant sa profession de médecin et chirurgien. 

## Biographie
Né le 5 septembre 1915 à Bucarest sous le nom de Zaharia Herşcovici, second enfant d'une famille de la moyenne bourgeoisie juive originaire de Piatra Neamț, il changera son nom d'état civil en Zaharia Zaharia à la sortie de la Seconde Guerre mondiale. Dès l'âge de 15 ans, il choisit pour ses débuts dans l'avant-garde de l'époque le pseudonyme Paul Păun. À partir de son émigration, en 1961, il en adoptera la version française, Paul Paon, suivie parfois de son patronyme (Paul Paon Zaharia), exprimant ainsi à la fois son affinité pour la culture française et son identité au quotidien. Poète, il avait échangé dès les années 1940 le roumain pour le français. Dessinateur autodidacte en noir à l'encre et au crayon, il passe graduellement de la figuration surréaliste à l'automatisme abstrait, qu'il continuera à considérer surréaliste (Surréalisme abstrait). Médecin et chirurgien (diplômé de la Faculté de Médicine de Bucarest), il exerça pendant plus de quarante ans cette profession qui lui permit une certaine autonomie par rapport aux régimes politiques qui ont marqué sa vie. 

### Le groupeAlgeet l'engagement politique
Au courant des années 1930, caractérisées en Roumanie par un puissant climat d'extrême-droite nationaliste et antisémite mais aussi par un ferment artistique actif, Păun participe à la jeune revue d'avant-garde Alge ([Algae], série I, 1930-1931 et série II, printemps 1933), aux côtés des poètes Aurel Baranga, Gherasim Luca, Sesto Pals, et du peintre Jules Perahim, tous lycéens à l'époque. Puis, il publie poèmes et articles, ainsi que des traductions de poètes tels Lautréamont ou Czesław Miłosz, dans la presse de gauche, comme Azi [Aujourd'hui] ou Cuvântul liber [La parole libre]. Alge est connue surtout pour ses provocations, notamment celles de ses deux publications associées (Muci [Morve] et Pula [Bite]), qui coûtèrent 11 jours de prison à ses membres, accusés de « pornographie », et l'interdiction de la revue.  Mais les poèmes de Păun dans les pages d'Alge expriment une sensibilité aigüe pour la souffrance des petites gens des couches défavorisées. Par la suite, sa poésie s'engagera de plus en plus sur des sujets de justice sociale et des positions antifascistes, surtout à partir de la fin 1933 où, à côté de ses mêmes camarades, il s'associe à l'unique numéro de la revue de leur aîné, Geo Bogza, Viaţa imediată [La vie immédiate, titre rappelant le recueil éponyme de Paul Éluard].  
Comme tant d'autres membres de l'avant-garde européenne, notamment française, qui, contrant la poussée du nazisme sur le continent ou la menace fasciste dans leurs propres pays, s'approchent de l'idéologie communiste, Păun devient pour plusieurs années compagnon de route de cette mouvance politique, sans cependant se plier aux diktats du réalisme socialiste, seul style qu'elle agréait. Fin 1938 paraît son premier poème-fleuve, Plămânul sălbatec [Le poumon sauvage], sous le double sceau de la révolte et d'une vocation surréaliste ; il sera publié quelques mois plus tard en format livre. 1938 est aussi l'année où il épouse la femme qui partagera sa vie, Rahel Segal (Réni).

### Le groupe «Infra-noir». Vie et art sous deux dictatures
Les années 1940 voient l'établissement d'une dictature fasciste qui s'allie à l'Axe jusque vers la fin de la guerre, lorsque le régime change cours et rejoint les Alliés. Mais la Roumanie succombera peu après (jusqu'en 1989) à la domination de l'URSS. Dans ce contexte, au long des décennies 40 et 50 toute l'activité littéraire et plastique de Paul Păun, à la fois personnelle et au sein du groupe surréaliste de Bucarest (« Infra-noir », 1940-1951), est clandestine, à l'exception de deux années de liberté relative, 1945-1947, où, à la suite de la débâcle du fascisme, le régime communiste n'avait pas encore solidifié son emprise. À ce moment-là le groupe surréaliste, qui s'était formé au seuil de la guerre (composé, outre Păun, de Gherasim Luca, Trost, Gellu Naum et Virgil Teodorescu  – cinq écrivains dont trois aussi plasticiens), se manifeste avec des publications et des expositions, tant individuelles que collectives.   
En 1945, lors d'un désaccord qui a divisé le groupe, Păun réalise sa première exposition individuelle, Expoziţia de desene Paul Păun, avec des dessins figuratifs ou semi-figuratifs de facture surréaliste, et publie le bref pamphlet Brevet lovaj (le « lovaj » étant une technique automatique personnelle qui marie dessin et collage). Il co-signe aussi, avec Gellu Naum et Virgil Teodorescu, le pamphlet Critica mizeriei [La critique de la misère ou Misérable critique], illustré d'un collage de Nadine Krainic. Enfin, paraît en format livre son deuxième poème-fleuve, Marea palidă, sa dernière publication individuelle en roumain, dont on connaît aujourd'hui une version manuscrite en français, intitulée La Grande Pâle, datée 1942, et qui paraîtra 79 ans plus tard à Paris. De facture surréaliste, ce texte considéré majeur pour le surréalisme de Roumanie, a aussi été interprété comme reflétant la sombre réalité historique de l'époque.  
En 1946, le groupe étant à nouveau réuni, Păun expose avec les deux autres plasticiens, Gherasim Luca et Trost, et co-signe le catalogue-manifeste des cinq, intitulé Infra-Noir : Préliminaires à une intervention sur-thaumaturgique dans la conquête du désirable. En 1947, le groupe fait paraître deux autres textes collectifs, Éloge de Malombra et « Le Sable nocturne », ce dernier dans le catalogue de l'Exposition internationale du surréalisme, à Paris, à la suite des contacts épistolaires établis avec Victor Brauner et André Breton, mais sans que leurs œuvres plastiques aient pu être présentes sur place (galerie Maeght). La même année, dans leur série « Infra-noir », Păun publie Les Esprits animaux et La Conspiration du silence, textes au double statut, poétique et théorique. C'est l'acceptation qu'ils donnent à la notion d’« infra-noir », et la présence de ce terme dans leurs titres et séries, qui font qu’aujourd’hui ce groupe est de plus en plus connu sous le nom de « Infra-noir ». 
Parmi les traits spécifiques du groupe, et de l'activité de Păun en son sein, on note : le bilinguisme ; la production collective ; une activité à la fois littéraire, plastique et théorique ; et des rapports avec le groupe surréaliste parisien caractérisés d'un côté par une grande fidélité à la figure d'André Breton, d'un autre côté par un travail de dépassement du mouvement français.  
Dans la Roumanie devenue dictature communiste, toute activité d'avant-garde artistique redevient clandestine. Păun est pourtant représenté in absentia à deux expositions à l'étranger : 3 Types of Automatism, avec Ernst Martin et Scottie Wilson en 1948, à la London Gallery (dirigée par E. L. T. Mesens) qui soutenait le surréalisme, et Un Signe/Ot, Un Objet/Etzem sous le pseudonyme Yvenez avec Gherasim Luca et Mirabelle Dors en 1951, à la Mikra Gallery de Tel-Aviv, qui promouvait l'art moderne. 
À la suite de l'émigration de Trost et de Gherasim Luca (en 1950), le groupe des cinq s'est dissout. À partir des années 1950, les dessins de Păun passent définitivement de la figuration à un automatisme abstrait qu'il revendique toujours comme surréaliste, et il entame le livre La Rose parallèle.

### Vie et activité artistique après l'émigration
Dix ans plus tard, en 1961, il obtient à son tour la permission d'émigrer, doublée du retrait automatique de la citoyenneté roumaine. Il quitte la Roumanie via l'Italie, prend la citoyenneté israélienne et s'établit à Haïfa, en 1962. Politiquement, il reste un homme de gauche mais revenu du communisme dès la fin des années 1930. Plusieurs expositions de dessins de type automatisme abstrait, à Tel-Aviv, Jaffa et Haïfa entre 1968 et 1972, signalent une liberté nouvellement acquise. Des dessins des années 1940 sont présents dans l'exposition surréaliste internationale, The Enchanted Domain, à Londres et Exeter, en 1967. Il achève La Rose parallèle, œuvre hybride de maturité, qu'il fait circuler une première fois dans une version artisanale en 1975 et qui sera publiée 40 ans plus tard en France. Certains échos peuvent être observés entre cette œuvre littéraire et son œuvre plastique.  
Au cours des années 1970, 1980 et 1990, Paon se consacre davantage à ce qu'il appelle le « graphisme illettré » (ou « surautomatisme » plastique), avec des expositions soit personnelles soit en tandem avec quelques autres artistes, à Paris, Galerie l'Usine, et en Israël. Il participe également à des manifestations collectives, notamment La Planète affolée : Surréalisme – dispersion et influences, 1938-1947, Centre de la Vieille-Charité, Marseille, 1986, à côté de Gherasim Luca et Trost. En parallèle il poursuit une réflexion, pour l'heure inédite, sur le processus de création plastique tel qu'il le concevait et le pratiquait. Il meurt à Haïfa dans la nuit du 7 au 8 avril 1994. Sa femme, Rahel Zaharia, le suivra dix ans plus tard. 
À titre posthume, ses dessins furent présentés dans des expositions internationales, notamment From Dada to Surrealism : Jewish Avant-garde Artists from Romania, 1910-1938, Joods Historisch Museum, Amsterdam et Musée d'Israël, Jérusalem, 2011-2012. La Rose parallèle parut en France chez Rafael de Surtis en 2015 pour le centenaire de sa naissance, et autour de cette date certains de ses textes furent repris en traduction en Roumanie, en France et aux États-Unis. La Grande Pâle est parue à Paris dans la Revue de la poésie in toto, au printemps 2021.  
Pour la gestion des droits moraux, intellectuels et patrimoniaux concernant la production plastique et littéraire de Paul Paon Zaharia / Paul Păun, consulter, respectivement, l'ADAGP (Société des auteurs dans les arts graphiques et plastiques) et la SDGL (Société des gens de lettres).

## Œuvres individuelles
- Paul Păun, Plămânul sălbatec, (poème-fleuve), avec deux gouaches de S. Perahim, Bucarest, Bucovina / I. E. Torouţiu, 1939.
- Paul Păun, Brevet lovaj, Colecţia Suprarealistă, Bucarest, juin 1945 (inséré dans Virgil Teodorescu, Butelia de Leyda, 1945)
- Paul Păun, Les Esprits animaux, [Collection Surréaliste] « Infra-noir », Bucarest, Imprimerie Socec, [février] 1947
- Paul Păun, La Conspiration du silence, [Collection Surréaliste] « Infra-noir », Bucarest, Imprimerie Socec, [avril] 1947.
- Paul Păun, Marea palidă [La Grande Pâle], (poème-fleuve), Bucarest, Colecţia Suprarealistă, 1945.
- Paul Păun, La Grande Pâle, (poème-fleuve ms 1942), Revue de la poésie in toto no 2, 2021, p. 133-145.

- Paul Paon, « Note », avec un autoportrait de Paon et un portrait de Trost par Paon, Mele. International Poetry Letter, t. 18, no 62 (dédié à Trost), mars 1983.

- Paul Paon Zaharia, La Rose parallèle (1975), avec préface et chronologie de Monique Yaari, Cordes-sur-Ciel, Rafael de Surtis, 2015.

## Œuvres collectives
- Geo Bogza, Gherasim Luca, Paul Păun, S. Perahim, « Poezia pe care vrem să o facem », Viaţa imediată. Revistă de literatură, no 1, décembre 1933.
- Gherasim Luca, Paul Păun, Virgil Teodorescu, « Lautréamont », dossier, Reporter, t. 6, no 3, 16 janvier 1938, comprend une traduction du Chant de l'Océan de Lautréamont par Paul Păun.
- Gellu Naum, Paul Păun, Virgil Teodorescu, avec un collage de Nadine Krainik, Critica mizeriei, Colecţia Suprarealistă, Bucarest, Tipografia « Editura Modernă », 1945.
- Gherasim Luca, Gellu Naum,  Paul Păun, Virgil Teodorescou, Trost, L'Infra-noir. Préliminaires à une intervention sur-thaumaturgique dans la conquête du désirable, [Collection] S Surréalisme, Bucarest, 1946.
- Gherasim Luca, Gellu Naum, Paul Păun, Virgil Teodorescou, Trost, Éloge de Malombra. Cerne de l'amour absolu, [Collection] S Surréalisme. Bucarest, [Imprimerie] Socec, 1947. Réimpr. dans L'Âge du cinéma, nos 4-5, 1951.
- Gherasim Luca, Gellu Naum, Paul Păun, Virgil Teodorescou, Trost, « Le Sable nocturne », dans André Breton, Marcel Duchap, dir., Le Surréalisme en 1947. Exposition internationale du surréalisme, Paris, Éditions Pierre à Feu, 1947.

## Recueils
- Paul Păun, Scrieri, dir. Emanuel Modoc, avec notes de E. Modoc, préface de Ion Pop, postface de Monique Yaari et 16 ill. Bucarest, Editura Muzeul Literaturii române, 2020.

## Expositions individuelles
- Expoziţia de desene Paul Păun, Bucarest, 1945.
- Drawings by Paul Paon, Jaffa, 1972.
- Paul Paon, Les Dessins infra-noirs, Paris, 1985.
- Paul Paon, Le Plumier dévoyé. Dessins 1949-1989, Paris, 1989.

## Expositions collectives
- Expoziţia Gherasim Luca, Paul Păun, Trost, Bucarest, 1946.
- 3 Types of Automatism, Paul Păun avec Ernst Martin et Scottie Wilson, London Gallery, RU (in absentia), 1948.
- Un Signe/Ot, Un Objet/Etzem, Paul Păun avec Gherasim Luca et Mirabelle Dors, Tel-Aviv (in absentia) sous le pseudonyme Yvenez, 1951.
- The Enchanted Domain. Surrealist Art. Exeter, RU, 1967 (expositon internationale).
- Graphique surréaliste, Paul Paon avec Rahel Zaharia, Haïfa, et avec Gabriel Yaari, Tel-Aviv, 1968.
- Exposition Paul Paon avec Rahel Zaharia et Tuvia Iuster, Haïfa, 1976.
- La Planète affolée : Surréalisme—dispersion et influences, 1938-1947, Marseille, 1986 (exposition internationale).
- Dessins, Paul Paon avec Rahel Zaharia, Paris, 2002.
- L'Envers du réel, II, Paris, 2007 (exposition internationale).
- From Dada to Surrealism: Jewish Avant-garde Artists from Romania, 1910-1938, Amsterdam et Jérusalem, 2011-2012. (exposition internationale.)
- Surrealism, Milton Art Bank, Milton, PA, USA, 2018-2019. (exposition internationale, à l'occasion de la 2e conférence de la Société internationale pour l'étude du Surréalisme.)

## Entretiens
- Paul Paon avec Stefan Baciu, « Surrealismo en Bucarest : Salida super-anarchica hacia la poesia total », El Impartial, 25.3.1977 ; réimpr. Mele. International Poetry Letter, t. 18, no 62, mars 1983.
- Paul Paon avec Alexandru Lungu, « Semnul intrebării (10 / 10. Intrebări / răspunsuri) », Argo. Poezie / desen, no 7, été 1993.